# エリック・ランバン
エリック・ランバン（Eric Lambin, 1962年9月23日 - ）は、ベルギーとアメリカの環境学者であり、地理学者である。スタンフォード大学とルーヴァン・カトリック大学の教授を務めている。2019年にブループラネット賞を受賞した。

## 経歴
ランバンは1962年にベルギーで生まれた。両親はともに大学教員であった。子どもの頃から自然や風景に興味を持ち、18歳の時には3か月間ヒッチハイクで世界中を旅した。大学では地理学を専攻し、1985年に博士号を取得した。博士論文では、アフリカのサヘル地域で衛星画像と現地調査を組み合わせて、土地利用のパターンとその要因を分析した。
その後、ランバンは衛星画像から土地利用の実態が読める能力を発展させ、世界各地で土地利用と生態系の変化を研究した。1999年から2006年まで、LUCC（Land-Use and Land-Cover Change）という国際プロジェクトの議長を務め、土地利用の研究分野を確立した。このプロジェクトでは、森林破壊や土地劣化の原因と影響を明らかにし、持続可能な土地利用に導くための政策や解決策を提案した。
現在、ランバンはスタンフォード大学とルーヴァン・カトリック大学の教授として教鞭をとりながら、土地利用の変化と気候変動や生物多様性に及ぼす影響を研究している。また、国レベルでの公共政策と、民間企業による持続的なコミットメントの関係を調べている。

## 受賞歴
- 2014年 - ヴォルヴォ環境賞（英語版）[5]
- 2014年 - タイラー賞[要検証 – ノート]
- 2019年 - ブループラネット賞[5]